# Mack Maine

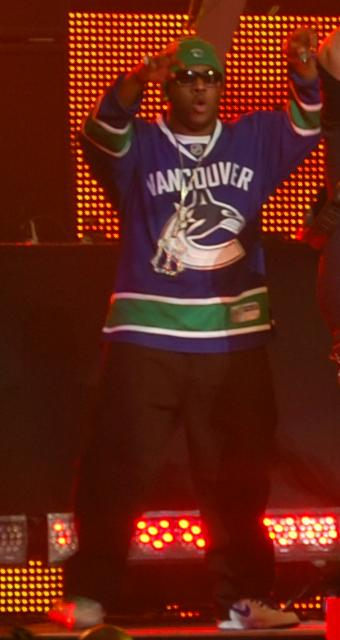
Mack Maine, 2009

Mack Maine (* 28. Juli  1982 in New Orleans, Louisiana, bürgerlich Jermaine Preyan) ist ein US-amerikanischer Rapper und Präsident der Plattenfirma Young Money Entertainment seines langjährigen Freundes Lil Wayne.

## Leben und Karriere
Mack Maine wuchs in New Orleans auf. Er lebte im selben Viertel, in dem auch Lil Wayne wohnte, den er schon als Kind kennenlernte. Da die beiden an Musik interessiert waren, fingen sie an, Texte zu schreiben und versuchten, die Songs auf bekannten Beats aufzunehmen. Lil Waynes Stiefvater Birdman nahm die beiden bereits mit elf Jahren bei seinem Label Cash Money Records unter Vertrag. Als die beiden älter wurden und richtige Alben veröffentlichten durften, gründete Wayne mit B.G, Juvenile und Turk die Gruppe Hot Boys, die Mack Maine jedoch später wieder verließ.
Im Jahr 2009 gründete Lil Wayne mit ihm die Plattenfirma und das Gemeinschaftsprojekt Young Money Entertainment.

## Diskografie
Mixtapes
- 2006: Young Money, Vol. 1 (mit Lil' Wayne, Curren$y & Boo)
- 2006: G-Series (mit Curren$y)
- 2008: Mack Maine BOBO 101
- 2008: B!tch, I’m Mack Maine (Freestyle 102)
- 2009: DJ Don Cannon Presents: This is Just a Mixtape[1][2][3]
- 2010: DJ Rockstar Presents: The Laxative
- 2011: Billionaire Minds (mit Birdman)
- 2012: Don’t Let It Go Waste
- 2013: Freestyle 102: No Pens or Pads[4]
- 2013: Food for Thought